# Свято-Крестовоздвиженская церковь (Осиповичи)
Деревянная Свято-Крестовоздвиженская церковь появилась в Осиповичах уже после войны, но построена была гораздо раньше в 1826 году. В 1949-м его перевезли в город. Позднее (год неизвестен) он был закрыт.
В 2003 году епископ Могилевский и Мстиславский Софроний освятил престол, и богослужения на приходе возобновились.
Церковь является одной из самых ярких достопримечательностей города.

## История
Изначально храм Воздвижения Храма Креста Господня был построен в конце XVIII века. В 1946 году в городе Осипович было дано разрешение на регистрацию религиозной общины. Ровно через 3 года храм из деревни Замошье был перенесен в город Осиповичи. Позже, церковь была закрыта.
В 2003 году епископ Могилевский и Мстиславский Софроний освятил престол и богослужения были вновь возобновлены.
В 2012 году произошла обновка храма, поменялся цвет внешних стен (в первую очередь их покрасили в зелёный цвет, а окна украшены желтыми начинками). Заменены были купола, деревянные кресты, был сделан капитальный ремонт и внутри храма.
В настоящее время, храм работает ежедневно, кроме понедельника.